# FAB-9000

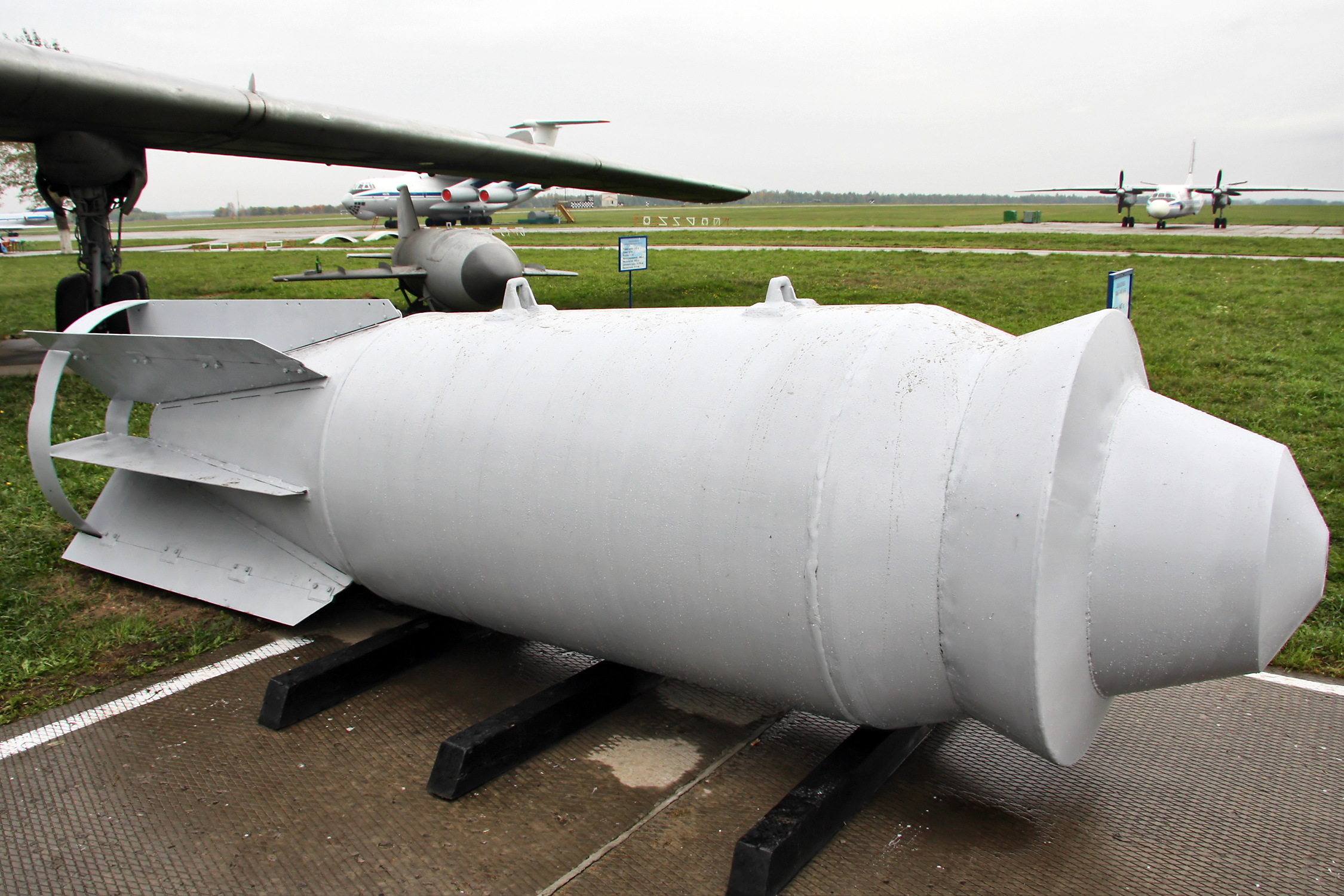
FAB-9000 no Museu Ryazan de Aviação de Longo Alcance

A FAB-9000 (ФАБ-9000) foi uma  grande bomba convencional de 9.000 kg (20.000 libras) que utilizava alto explosivo, foi desenvolvida durante os primeiros estágios da Guerra Fria pela União Soviética.